# Amanpur
Amanpur là một thị xã và là một nagar panchayat của quận Etah thuộc bang Uttar Pradesh, Ấn Độ.

## Địa lý
Amanpur có vị trí 27°43′B 78°45′Đ / 27,72°B 78,75°Đ Nó có độ cao trung bình là 171 mét (561 feet).

## Nhân khẩu
Theo điều tra dân số năm 2001 của Ấn Độ, Amanpur có dân số 9117 người. Phái nam chiếm 52% tổng số dân và phái nữ chiếm 48%. Amanpur có tỷ lệ 49% biết đọc biết viết, thấp hơn tỷ lệ trung bình toàn quốc là 59,5%: tỷ lệ cho phái nam là 57%, và tỷ lệ cho phái nữ là 40%. Tại Amanpur, 20% dân số nhỏ hơn 6 tuổi.